# Федотово (Гусь-Хрустальный район)
Федотово — деревня в Гусь-Хрустальном районе Владимирской области России, входит в состав сельского поселения «Посёлок Анопино».

## География
Деревня расположена в 25 км на юго-восток от центра поселения посёлка Анопино и в 18 км на восток от города Гусь-Хрустальный близ автодороги 17Н-2 Никулино — Мошок.

## История
В конце XIX — начале XX века деревня входила в состав Давыдовской волости Меленковского уезда, с 1926 года — в составе Гусевского уезда. В 1859 году в деревне числилось 43 двора, в 1905 году — 63 двора, в 1926 году — 85 дворов.
С 1929 года деревня являлась центром Федотовского сельсовета Гусь-Хрустального района, с 1940 года — в составе Вешкинского сельсовета, с 2005 года — в составе сельского поселения «Посёлок Анопино». 

## Население
| 1859 | 1905 | 1926 | 2002 | 2010 | 2021 |
| ---- | ---- | ---- | ---- | ---- | ---- |
| 307  | ↗430 | ↗466 | ↘75  | ↘59  | ↘50  |